# Diane Nukuri
Diane Nukuri, född 1 december 1984, är en friidrottare från Burundi. Han deltog vid olympiska sommarspelen 2000, olympiska sommarspelen 2012 och olympiska sommarspelen 2016.